# Kristian Jaani
Kristian Jaani (ur. 11 grudnia 1976 w Tallinnie) – estoński policjant, od 2021 do 2022 minister spraw wewnętrznych.

## Życiorys
Kształcił się w estońskiej akademii policyjnej Sisekaitseakadeemia, ukończył w niej studia policyjne (1999) oraz bezpieczeństwo wewnętrzne (2014). Od 1997 zawodowo związany z policją, początkowo służył w Politseiamet. Od 2010 funkcjonariusz nowo utworzonej służby Politsei- ja Piirivalveamet (obejmującej policję i straż graniczną). Od 2013 był prefektem jednego z jej okręgów. W styczniu 2021 w nowo utworzonym rządzie Kai Kallas objął stanowisko ministra spraw wewnętrznych (z rekomendacji Estońskiej Partii Centrum). Zakończył urzędowanie w czerwcu 2022. Należał do Estońskiej Partii Centrum, z której wystąpił wkrótce po odejściu z rządu.

## Odznaczenia
- Order Krzyża Orła IV klasy (2008)[1][5]